# Schalk Brits
Schalk Brits (ur. 16 maja 1981 w Empangeni) – południowoafrykański rugbysta grający na pozycji młynarza, reprezentant kraju, dwukrotny uczestnik Pucharu Świata, mistrz z 2019 i brązowy medalista z 2015, z Saracens czterokrotny zwycięzca Premiership Rugby i dwukrotny triumfator Pucharu Heinekena.

## Kariera klubowa
Reprezentował prowincję w kategoriach U-18, U-19 i U-21, a następnie w rugby 7 oraz w rozgrywkach Vodacom Cup i Currie Cup, jednak z powodu konfliktów opuścił zespół Western Province. W latach 2004–2005 grał dla Golden Lions i zadebiutował w rozgrywkach Super 12 w barwach Cats, następnie za namową Nicka Malletta powrócił do Western Province na rozgrywki Currie Cup i związał się jednocześnie z regionalną franszyzą Stormers. Występował w niej do roku 2009, choć jeszcze raz pojawił się w jego barwach w półfinale Super Rugby (2011) będąc na krótkoterminowym wypożyczeniu, okazjonalnie w okresie gry dla Stormers pojawiał się na boisku w trzeciej, a nie pierwszej linii młyna.
W maju 2009 roku podpisał kontrakt z Saracens, pod koniec kwietnia 2017 roku wystąpił w dwusetnym spotkaniu, po dziewięciu sezonach spędzonych w klubie liczba ta osiągnęła 222. W tym czasie zespół czterokrotnie (2010/2011, 2014/2015, 2015/2016 i 2017/2018) zwyciężał w angielskiej lidze, docierając jeszcze do dwóch finałów (2009/2010 i 2013/2014). Odnosił także sukcesy w Pucharze Heinekena – po finale w sezonie 2013/2014 nadeszły triumfy w edycjach 2015/2016 i 2016/2017. Prócz sukcesów zespołowych Brits doceniany był również indywidualnie – już w pierwszym sezonie został uznany przez samych graczy najlepszym zawodnikiem ligi, zaś w roku 2014 był nominowany do wyróżnienia dla najlepszego zawodnika europejskich pucharów, które otrzymał ostatecznie Steffon Armitage. 
Namówiony przez Rassie Erasmusa do rezygnacji z zakończenia kariery miał w ramach przygotowań do Pucharu Świata 2019 dołączyć do Stormers, jednak z powodu problemów finansowych kapsztadzkiego zespołu ostatecznie związał się na sezon 2019 z drużyną Bulls.

## Kariera reprezentacyjna
Z reprezentacją U-19 wziął udział w mistrzostwach świata U-19 w 1999 i 2000, w pierwszych z nich plasując się na trzeciej lokacie. Występował następnie na zapleczu seniorskiej kadry, ostatecznie w latach 2008–2019 rozegrał piętnaście testmeczów dla południowoafrykańskiej reprezentacji, o miejsce w składzie rywalizował bowiem z takimi zawodnikami jak John Smit, Bismarck du Plessis, Malcolm Marx, Chiliboy Ralepelle i Adriaan Strauss.
Zadebiutował przeciw Włochom w czerwcu 2008 roku, miesiąc później zagrał zaś w dwóch meczach Pucharu Trzech Narodów, na kolejny występ w barwach Springboks czekał jednak cztery lata. Następne występy zaliczył w czerwcu 2014 roku przeciwko Walijczykom, zaś rok później zagrał z Argentyną w meczu przygotowawczym przed Pucharem Świata 2015. Znalazł się następnie w trzydziestojednoosobowym składzie na ten turniej, podczas którego zagrał w dwóch spotkaniach fazy grupowej, a Południowoafrykańczycy zdobyli wówczas brązowy medal tych zawodów.
W czerwcu 2018 roku, po trzech latach poza kadrą, ogłosiwszy pod koniec poprzedniego miesiąca zakończenie kariery, trzydziestosiedmioletni wówczas zawodnik został niespodziewanie dokooptowany do składu Springboks przez nowego trenera reprezentacji, Rassie Erasmusa. Wystąpił w jednym z meczów z Anglią, po czym pozostał częścią drużyny na The Rugby Championship 2018 i listopadowe testmecze, choć ani razu nie pojawił się już na boisku. W zwycięskim The Rugby Championship 2019 zagrał w jednym spotkaniu, przeciwko Wallabies, a miesiąc później został po raz pierwszy mianowany kapitanem na towarzyski mecz z Argentyną. Uwzględniony w składzie na Puchar Świata w Rugby 2019 w tej samej roli wystąpił przeciw Namibii w swoim jedynym reprezentacyjnym występie jako wiązacz młyna. Podczas turnieju zagrał jeszcze z Kanadą, Springboks triumfowali w całych zawodach, po czym Brits ogłosił po raz drugi zakończenie profesjonalnej kariery.
Podczas kariery dziewięciokrotnie zagrał też dla Barbarians.
W 2014 roku otrzymał powołanie do reprezentacji rugby siedmioosobowego na turniej rugby 7 na Igrzyskach Wspólnoty Narodów 2014, jednak – pomimo zgody klubu na jego udział w tych zawodach – takowej nie wydały władze Premiership Rugby.

## Sukcesy
- Puchar świata – zwycięstwo (1): 2019
- Puchar świata – trzecie miejsce (1): 2015
- The Rugby Championship – zwycięstwo (1): 2019
- Premiership Rugby – zwycięstwo (4): 2010/2011, 2014/2015, 2015/2016, 2017/2018
- Premiership Rugby – finał (2): 2009/2010, 2013/2014
- European Rugby Champions Cup – zwycięstwo (2): 2015/2016, 2016/2017
- Puchar Heinekena – finał (1): 2013/2014
- nominacja do nagrody dla najlepszego młodego zawodnika roku 2004 w Południowej Afryce (2004 SA Rugby Young Player of the Year)
- najlepszy zawodnik Premiership w roku 2010 (Players' Player of the Year 2010)
- nominacja do wyróżnienia dla najlepszego zawodnika europejskich pucharów w roku 2014 (ERC European Player of the Year 2014)

## Varia
- Żonaty z solicitor Colindą Wijnants, trzech synów[11][47].
- Był uważany za jednego z najlepszych zagranicznych zawodników w Premiership w historii[48][49][50][51][52].
- Był zapalonym golfistą[53].